# Lago Kurukove
El lago Kurukove (en ucraniano, Курукове Озеро - Kyuryukove ozero)es un lago de agua dulce ubicada en Ucrania central (óblast de Poltava). En 1625, el tratado de Kurukove se firmó en este lugar entre los cosacos ucranianos y los polacos.